# دنئیل تومپسون
دنئیل تومپسون (فرانسوی: Danièle Thompson‎؛ زادهٔ ۳ ژانویهٔ ۱۹۴۲) یک کارگردان فیلم، فیلم‌نامه‌نویس اهل فرانسه-موناکو است. وی از سال ۱۹۶۶ میلادی تاکنون مشغول فعالیت بوده‌است.
وی همچنین برندهٔ جوایزی همچون لژیون دونور (افسر) شده‌است.

## بخشی از فیلمشناسی
- مغز (۱۹۶۹)
- ماجراهای دیوانه‌وار خاخام جیکوب (۱۹۷۳)
- پسرخاله غذا (۱۹۷۵) نامزد جایزه اسکار بهترین فیلم‌نامه غیراقتباسی
- ملکه مارگو (۱۹۹۴)
- پاپاراتزی (۱۹۹۸)
- پرواززدگی (۲۰۰۲)